# Pueblo Nuevo (Kolumbien)
Pueblo Nuevo ist eine Gemeinde (municipio) im Departamento Córdoba in Kolumbien.

## Geographie
Pueblo Nuevo liegt im Osten von Córdoba auf einer Höhe von 50 m ü. NN, 66 km von Montería entfernt. Die Gemeinde grenzt im Norden an Ciénaga de Oro und Sahagún, im Osten an Ayapel sowie an San Marcos im Departamento de Sucre, im Süden an Buenavista und Planeta Rica und im Westen an Planeta Rica und San Carlos.

## Bevölkerung
Die Gemeinde Pueblo Nuevo hat 41.684 Einwohner, von denen 16.482 im städtischen Teil (cabecera municipal) der Gemeinde leben (Stand: 2019).

## Geschichte
An der Stelle des heutigen Pueblo Nuevo befand sich ursprünglich eine Wegkreuzung auf dem Gebiet der Gemeinde Sahagún. Das erste Haus an der Wegkreuzung wurde um 1907 gebaut und der Ort wurde Valparaíso genannt. Ab 1914 begann eine kleine Gruppe Siedler, den Ort zu errichten, der als Pueblo Nuevo bekannt wurde. Seit 1957 hat Pueblo Nuevo den Status einer Gemeinde.

## Wirtschaft
Der wichtigste Wirtschaftszweig von Pueblo Nuevo ist die Landwirtschaft, insbesondere der Anbau von Mais, Reis, Yams, Maniok, Zuckerrohr und Bananen. Zudem spielt Tierhaltung eine gewisse Rolle.